# Fyodor Okhlopkov
Fyodor Matveyevich Okhlopkov (em russo:  Фёдор Матве́евич Охло́пков; Krest-Khaldzhay, 3 de março de 1908 — Krest-Khaldzhay, 28 de maio de 1968) foi um franco-atirador soviético durante a Segunda Guerra Mundial creditado com 429 abates. Foi nomeado para o título de Herói da União Soviética em 1944, depois de contabilizar seus primeiros 420 abates como franco-atirador, mas rejeitado por razões pouco claras, ele recebeu o título tardiamente em maio de 1965, mais de vinte anos depois, para coincidir com o aniversário do Dia da Vitória.

## Início de vida
Okhlopkov nasceu em 3 de março de 1908 em uma família camponesa iacútia em Krest-Khaldzhay. Tendo apenas uma educação primária e ficando órfão aos doze anos, ele teve uma variedade de empregos desde jovem para sustentar sua família, trabalhando como transportador em uma mina e depois como operador de máquinas em uma fazenda coletiva. Quando ele não estava trabalhando, ele participava de treinamentos de tiro com precisão com Osoaviakhim, ganhando um distintivo de "Atirador Voroshilov " por sua precisão; ele foi membro do Komsomol desde 1929.

## Segunda Guerra Mundial

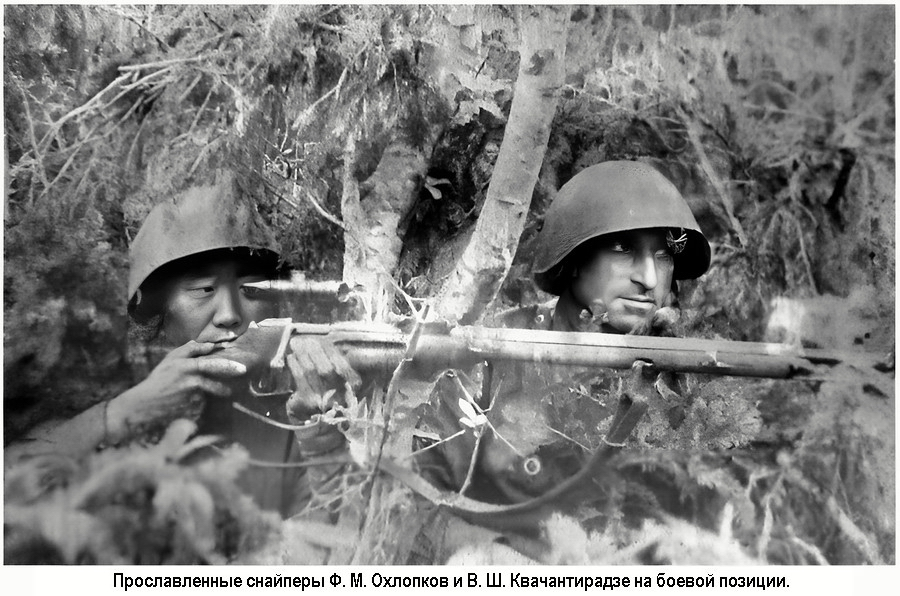
Fyodor Okhlopkov e Vasilij Kvachantiradze em combate

Ao ser convocado para o Exército Vermelho em setembro de 1941, ele foi colocado como metralhador no 1243.º Regimento de Infantaria da 375.ª Divisão de Infantaria, que era composto principalmente de siberianos e incluía seu irmão Vasily, que foi morto em ação em janeiro de 1942. Antes de se tornar um franco-atirador, Okhlopkov tornou-se comandante de um esquadrão de metralhadoras. Em outubro de 1942, menos de um ano depois de chegar ao front de guerra em dezembro de 1941, Fyodor foi enviado para o 234.º Regimento de Infantaria, onde o colocaram como franco-atirador devido à sua experiência como atirador habilidoso; no início de agosto, ele havia sido ferido em combate pela quarta vez, com a extensão de seus ferimentos exigindo que ele fosse evacuado para um hospital em Ivanovo. Naquele mês, sua divisão perdeu quase 80% de seu pessoal para ataques inimigos. Ao retornar às linhas de frente como franco-atirador, ele rapidamente aumentou sua contagem de abates, pelas quais recebeu várias medalhas. Reconhecido entre seus colegas por sua pontaria precisa, raramente precisava disparar mais de um tiro para acertar seu alvo. Ele se envolveu em duelos prolongados contra franco-atiradores inimigos, esperando que eles desistissem de sua posição antes de disparar um tiro em sua posição; além das atividades de franco-atirador, ele aprendeu a disparar com uma espingarda antitanque e participou de missões de reconhecimento atrás das linhas inimigas. Em 7 de junho de 1944, ele foi nomeado para o título de Herói da União Soviética por ter matado 420 soldados inimigos, mas a nomeação foi posteriormente rebaixada para a Ordem do Estandarte Vermelho. Mais tarde naquele mês, em 23 de junho de 1944, ele sofreu um grave ferimento no peito durante intensos combates pela Bielorrússia; foi a décima segunda vez que ele foi ferido em batalha. Depois de ser transportado de avião para uma unidade médica, ele foi enviado para se recuperar em um hospital atrás das linhas de frente, mas a extensão do ferimento o deixou inapto para o serviço militar até a primavera de 1945, pouco antes do fim da guerra. Sua contagem oficial como franco-atirador no final da guerra foi de 429 soldados inimigos mortos, sem contar os 27 soldados inimigos adicionais que ele eliminou com sua metralhadora.

## Pós-guerra
Depois de marchar no desfile da Vitória de Moscou em 24 de junho de 1945, ele foi posteriormente desmobilizado do exército. Ao retornar à sua cidade natal, ele foi recebido com entusiasmo por seus compatriotas, embora muitos de seus colegas tenham se perguntado por que ele não recebeu a Estrela Dourada, considerando sua contagem de abates como franco-atirador. Desde então, até 1949, chefiou o departamento militar do comitê do Partido Comunista do Distrito de Tattinski, além de se tornar membro do Conselho de Nacionalidades do Soviete Supremo em 1946. De 1949 a 1951 foi diretor do escritório de Tattinski para a aquisição de peles e, desde então, até 1954, foi gerente do escritório distrital de Tattinski do truste de carne de Iacutusque. De 1954 até se aposentar em 1960 trabalhou em uma fazenda coletiva. Em 6 de maio de 1965, ele recebeu tardiamente o título de Herói da União Soviética e a Ordem de Lenin, mas morreu poucos anos depois, em 28 de maio de 1968. Ele e sua esposa Anna, premiada com a Mãe Heroica, tiveram dez filhos.

## Prêmios
- Herói da União Soviética (6 de maio de 1965)[6]
- Ordem de Lenin (6 de maio de 1965)[6]
- Ordem da Bandeira Vermelha (26 de julho de 1944)[7]
- Ordem da Guerra Patriótica 2.ª classe (17 de outubro de 1943)[8]
- Duas Ordens da Estrela Vermelha (27 de agosto de 1942 e 4 de dezembro de 1942)[9]
- Medalha "Pela Coragem" (18 de julho de 1944)[10]
- Medalhas de campanha e jubileu